# Wintershouse
Wintershouse (deutsch und bis 1949 französisch Wintershausen, elsässisch Wintershüse) ist eine französische Gemeinde und ein ehemaliges Reichsdorf mit 854 Einwohnern (Stand 1. Januar 2021) im Département Bas-Rhin in der Region Grand Est (bis 2015 Elsass).

## Weblinks

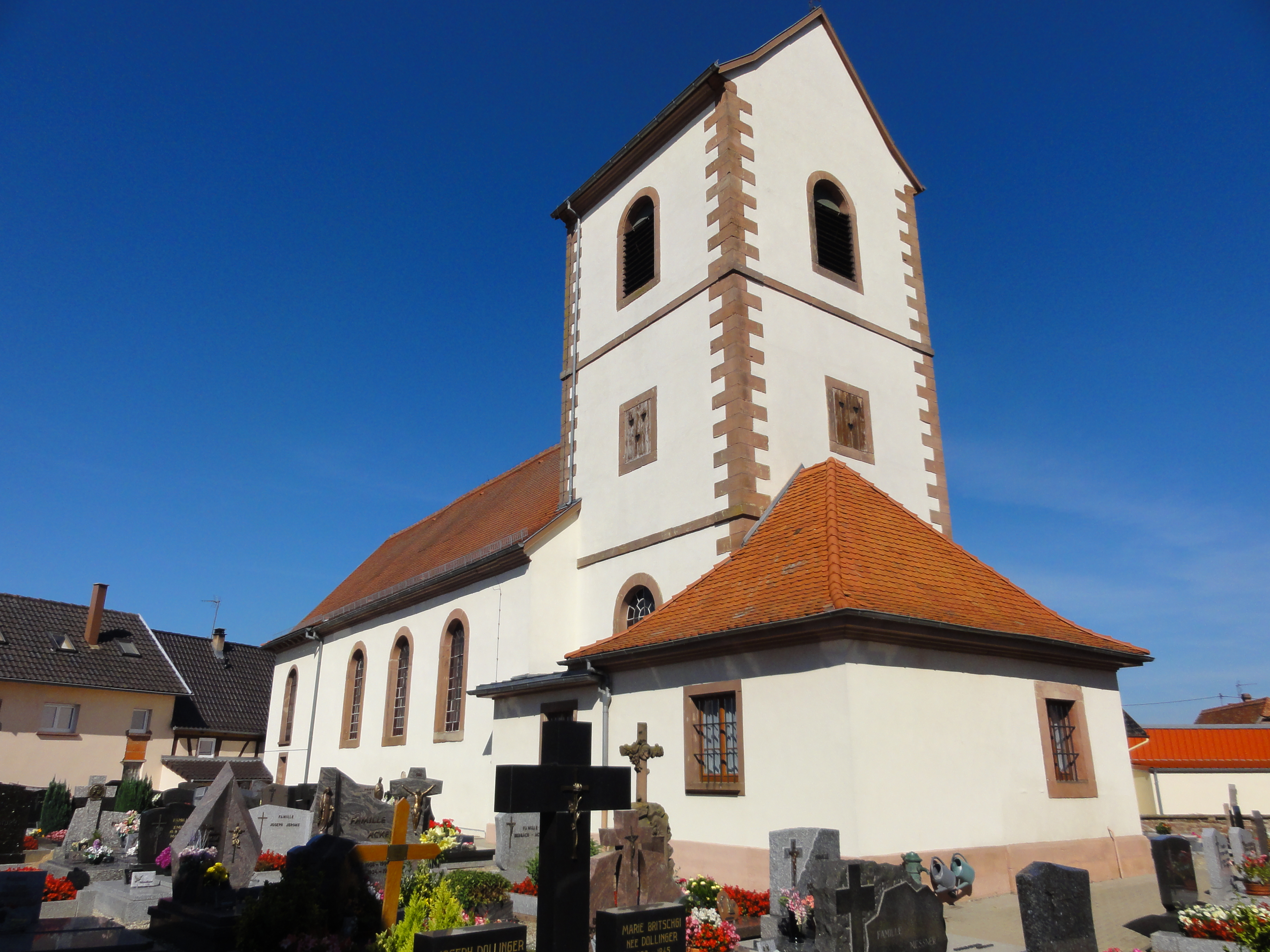
Kirche St. Georg in Wintershouse

## Geschichte
Wintershausen war ein Reichsdorf.

## Bevölkerungsentwicklung
| 1962 | 1968 | 1975 | 1982 | 1990 | 1999 | 2008 | 2013 |
| ---- | ---- | ---- | ---- | ---- | ---- | ---- | ---- |
| 354  | 366  | 415  | 421  | 517  | 613  | 809  | 905  |